# Фарумда, Фёдор Семёнович
Фёдор Семёнович Фарумда́ (Форумда; фр. Fiodor Foroumda; 5 февраля 1885, Карасубазар, Таврическая губерния — 7 апреля 1946, Париж) — газзан караимской общины Парижа, предприниматель, участник Первой мировой и гражданской войн.

## Биография
Родился 5 февраля 1885 года в Карасубазаре (по другим данным — в Чуфут-Кале). Отец — евпаторийский мещанин Симха Фарумда, шамаш Чуфут-Кале. В 1904 году окончил Александровское караимское духовное училище. Ученик И. И. Казаса. Впоследствии преподавал древнееврейский язык и «караимское вероучение» в этом же учебном заведении.
В 1914 году призван в действующую армию из Ростова-на-Дону. Прапорщик, служил в 162-м пехотном Ахалцыхском полку и 280-м пехотном Сурском полку. Дослужился до звания штабс-капитана. Награждён орденами Святого Станислава 3-й степени, Святой Анны 3-й и 4-й степеней, Святого Владимира 4-й степени; представлен к награждению Георгиевским оружием. Затем участвовал в гражданской войне на стороне Вооружённых сил Юга России в звании капитана. 
Эмигрировал. Первоначально жил в Константинополе и Болгарии. В 1923 году переехал вместе с женой в Париж, где нашёл квартиру вблизи площади Республики и работу на заводе Renault. Квартира, которую совместно арендовали семья Фарумда и генерал Шатковский, стала центром встреч парижских караимов-эмигрантов. В 1929 году Фарумде при содействии Ассоциации караимов Парижа удалось открыть собственный продуктовый магазин и ресторан в Леваллуа-Перре, недалеко от Парижа. 
Входил в правление караимского общества Парижа. Имея религиозное образование, стал также исполнять должность газзана, в чём ему помогал сын одесского газзана, военный врач Яков Иосифович Кефели. Своим непосредственным начальником считал гахана польских караимов С. М. Шапшала, проживавшего в Вильно, с которым вёл переписку и которому отправлял информацию о зарегистрированных браках и смертях. В обязанности парижского газзана также входило чтение молитв на похоронах. В 1937 году принимал участие во встрече гахана Шапшала с караимами Парижа. До 1939 года зарегистрировал брак 14 караимских пар. 
В 1941 году содержался в концентрационном лагере для интернированных в Компьене. По воспоминаниям В. А. Костицына, заведовал лагерной лавкой.
Был женат на Софии Акимовне Форумде, армянке, умершей 27 апреля 1977 года в Каннах. Написал автобиографию (не опубликована).
Умер 7 апреля 1946 года в Париже. Похоронен на кладбище Леваллуа-Перре.

## Награды
- Орден Св. Станислава 3-й степени[13]
- Орден Св. Анны 3-й степени с мечами и бантом[14]
- Орден Св. Анны 4-й степени с надписью «За храбрость»[15]
- Орден Св. Равноапостольного Князя Владимира 4-й степени с мечами и бантом[16]